# Marcelle Denya
Marcelle Denya, née Marcelle Dognon le 25 novembre 1896 à Angoulême et morte après juin 1971, est une cantatrice et une actrice française, naturalisée américaine.

## Biographie
Marcelle Marie Émilie Joséphine Dognon naît à Angoulême en 1896. Elle commence à se produire sur scène sous le nom de Marcelle Denya vers 1915, au cabaret de La Pie qui chante, dans une revue de Rip. Elle travaille sa voix avec Felia Litvinne. En 1923, elle est engagée à l'Opéra de Paris. Au début des années 1930, elle apparaît dans quelques films.
Le 8 août 1938, elle épouse l'homme d'affaires roumain Philip Cortney,, futur directeur des succursales américaines de la maison Coty. Le couple émigre à New York au début de la guerre. Naturalisée américaine en 1941, la cantatrice poursuit sa carrière outre-Atlantique, notamment à Montréal, Mexico ou encore Buenos Aires.
Marcelle Cortney est toujours en vie lorsque son mari meurt à Genève en juin 1971.

## Carrière sur scène (partielle)
- 1915 : La Revue, revue en 1 acte de Rip, La Pie qui chante (juillet)
- 1915 : Fred, comédie en 3 actes d'Auguste Germain et Robert Trébor, La Renaissance (octobre) : Mme Courmatin
- 1925 : Monsieur Beaucaire, opérette d'André Messager, version française d'André Rivoire et Pierre Veber, théâtre Marigny : Lady Mary Carlisle (20 novembre)
- 1927 : Cotillon III, opéra-bouffe en 3 actes de Gabriel Alphaud et Pierre Maudru : Annette Monclard
- 1927 : L'Arlequin, comédie lyrique en 5 actes et 6 tableaux, mise en scène de Pierre Chéreau, Opéra Garnier : Christine (14 mars)
- 1928 : Mârouf, savetier du Caire, opéra-comique en 5 actes d'Henri Rabaud, Opéra Garnier : la princesse (21 juin)
- 1928 : Coups de roulis, opérette en 3 actes, musique d'André Messager, livret d'Albert Willemetz, tirée du roman éponyme de Maurice Larrouy, théâtre Marigny (29 septembre) : Béatrice
- 1930 : Le Chant du désert, comédie musicale en 3 actes de Sigmund Romberg : Jenny
- 1931 : Les Brigands, opéra bouffe en 3 actes de Jacques Offenbach, Opéra-Comique : Fragoletto (12 juin)
- 1931 : Moineau : opérette en 3 actes d'Henri Duvernois et Pierre Wolff : Cécile Durand (« Moineau »)
- 1934 : Au temps des Merveilleuses d'Henri Christiné, théâtre du Châtelet : Lilian
- 1935 : La Belle Histoire, opérette en 3 actes et 12 tableaux, livret d'Henri-Georges Clouzot, théâtre de la Madeleine (26 avril 1934)[10] : Lison
- 1940 : Pelléas et Mélisande, opéra de Claude Debussy, His Majesty's à Montréal (14 juin 1940)[11]

## Filmographie
- 1931 : Un caprice de la Pompadour de Willi Wolff et Joe Hamman : la marquise de Pompadour
- 1932 : La Chauve-Souris de Pierre Billon et Carl Lamac : Caroline Gaillardin
- 1932 : La Voix qui meurt de Gennaro Dini : Irène de Mirmont
- 1934 : Casanova de René Barberis : la marquise de Pompadour

## Distinction
- Chevalier de la Légion d'honneur (1952)[8]